# SummerSlam 1997
Summerslam 1997 è stata la decima edizione dell'omonimo pay-per-view prodotto dalla World Wrestling Federation. L'evento si svolse il 3 agosto 1997 nella Continental Airlines Arena di East Rutherford, New Jersey.
Le faide principali dell’intero evento si concentrarono sulle rivalità della Hart foundation, tra tutte il main event tra campione Undertaker contro lo sfidante Bret Hart e con arbitro speciale Shawn Michaels.
Un'altra rivalità importante era quella per il titolo intercontinentale tra il campione Owen Hart e lo sfidante Stone Cold in rampa di lancio. Il match tra i due fu pesantemente condizionato dall'infortunio occorso al primo nelle fasi finali del match: Hart, infatti, eseguì un Piledriver ma fece impattare violentemente la testa e il collo del texano a terra, paralizzandolo temporaneamente; il match venne concluso in fretta e furia con un roll-up e Austin venne trasportato nel backstage. 

## Risultati
| # | Risultati | Stipulazioni | Durata |
| - | --- | --- | ------ |
| 1 | Mankind ha sconfitto Hunter Hearst Helmsley (con Chyna) | Steel cage match | 16:13  |
| 2 | Goldust (con Marlena) ha sconfitto Brian Pillman | Single match; a causa della sconfitta Brian Pillman è costretto a indossare il vestito da donna di Marlena finché non avesse vinto il prossimo match | 07:17  |
| 3 | The Legion of Doom (Hawk e Animal) hanno sconfitto The Godwinns (Henry O. e Phineas I. Godwinn)                                                            | Tag team match | 09:15  |
| 4 | The British Bulldog (c) ha sconfitto Ken Shamrock per squalifica                                                                                           | Single match per il WWF European Championship | 07:29  |
| 5 | Los Boricuas (Savio Vega, Miguel Perez jr., Jose Estrada jr. e Jesùs Castillo) hanno sconfitto The Disciples of Apocalypse (Crush, Chainz, 8-Ball e Skull) | Eight-man tag team match | 09:07  |
| 6 | Steve Austin ha sconfitto Owen Hart (c) | Single match per il WWF Intercontinental Championship                                                                                                | 16:16  |
| 7 | Bret Hart ha sconfitto The Undertaker (c) | Single match per il WWF Championship con Shawn Michaels come arbitro speciale                                                                        | 28:19  |